# یخدان نمد مال‌ها
یخدان نمد مال‌ها مربوط به دوره قاجار است و در قوچان، حاشیه جنوبی، روبروی گورستان شهر واقع شده و این اثر در تاریخ ۵ تیر ۱۳۸۴ با شمارهٔ ثبت ۱۱۹۳۷ به‌عنوان یکی از آثار ملی ایران به ثبت رسیده است.